# Haliophasma antarctica
Haliophasma antarctica är en kräftdjursart som först beskrevs av Brian Frederick Kensley 1982.  Haliophasma antarctica ingår i släktet Haliophasma och familjen Anthuridae. Inga underarter finns listade i Catalogue of Life.